# 페카 바살라
페카 안테로 바살라(핀란드어: Pekka Antero Vasala, 1948년 4월 17일 ~ )는 전 핀란드의 중거리달리기 선수로 1972년 뮌헨 올림픽 1500m 금메달리스트이다.
리히매키에서 태어난 바살라는 1968년 멕시코시티 올림픽에서 1500m 예선전의 첫 라운드로부터 진출에 실패하였다.
뮌헨에서 그는 전설의 킵 케이노와 로드 딕슨을 앞서 3분 36.3초와 함께 1500m를 우승하였다. 이 일은 동료 선수 라세 비렌이 10,000m를 세계 기록과 함께 우승을 추가로, 바살라가 우승한 날의 일찍 5,000m를 우승한 이유로 핀란드 육상을 위한 기억할 만한 날을 만들었다.
1500m부터 10,000m까지 모든 육상 종목에서 메달과 함께 3개의 금메달과 1개의 동메달(3000m 장애물경주에서 타피오 칸타넨)로 핀란드 선수들은 "플라잉 핀"(1912~1936)의 시기 이래 보이지 않은 성공의 수준을 이루었다.